# Psyllaephagus
Psyllaephagus är ett släkte av steklar som beskrevs av William Harris Ashmead 1900. Psyllaephagus ingår i familjen sköldlussteklar.

## Dottertaxa tillPsyllaephagus, i alfabetisk ordning[1][2]
- Psyllaephagus abbreviatus
- Psyllaephagus abyssus
- Psyllaephagus acaciae
- Psyllaephagus aeneoculex
- Psyllaephagus africanus
- Psyllaephagus aizawlensis
- Psyllaephagus albiclava
- Psyllaephagus albicrus
- Psyllaephagus alexion
- Psyllaephagus alienus
- Psyllaephagus aligarhensis
- Psyllaephagus amotus
- Psyllaephagus anna
- Psyllaephagus aquilus
- Psyllaephagus arctatus
- Psyllaephagus arduus
- Psyllaephagus arenarius
- Psyllaephagus arenicola
- Psyllaephagus argutus
- Psyllaephagus arsanes
- Psyllaephagus arytainae
- Psyllaephagus ascitus
- Psyllaephagus asser
- Psyllaephagus atavus
- Psyllaephagus atratus
- Psyllaephagus attenuatus
- Psyllaephagus auricorpus
- Psyllaephagus australiensis
- Psyllaephagus avus
- Psyllaephagus baccharidis
- Psyllaephagus badchysi
- Psyllaephagus basileus
- Psyllaephagus belanensis
- Psyllaephagus bengalensis
- Psyllaephagus bicolor
- Psyllaephagus blandus
- Psyllaephagus bliteus
- Psyllaephagus boletus
- Psyllaephagus bolus
- Psyllaephagus bouceki
- Psyllaephagus brachiatus
- Psyllaephagus brevicornis
- Psyllaephagus broccus
- Psyllaephagus bruchus
- Psyllaephagus bulgaricus
- Psyllaephagus burnsi
- Psyllaephagus caillardiae
- Psyllaephagus callainus
- Psyllaephagus calligonicola
- Psyllaephagus capeneri
- Psyllaephagus capitatus
- Psyllaephagus carinatus
- Psyllaephagus cellinini
- Psyllaephagus cellulatus
- Psyllaephagus channingi
- Psyllaephagus chianganus
- Psyllaephagus cholcinellus
- Psyllaephagus cicada
- Psyllaephagus cincticrus
- Psyllaephagus cinctorum
- Psyllaephagus claripes
- Psyllaephagus clarus
- Psyllaephagus colposceniae
- Psyllaephagus compactus
- Psyllaephagus concisus
- Psyllaephagus cornuatus
- Psyllaephagus cornuphagus
- Psyllaephagus creusa
- Psyllaephagus densiciliatus
- Psyllaephagus desertus
- Psyllaephagus dignus
- Psyllaephagus discretus
- Psyllaephagus dispar
- Psyllaephagus dius
- Psyllaephagus domitius
- Psyllaephagus dyari
- Psyllaephagus egeirotriozae
- Psyllaephagus elaeagni
- Psyllaephagus emarginatus
- Psyllaephagus emersoni
- Psyllaephagus epulo
- Psyllaephagus euphyllurae
- Psyllaephagus excisus
- Psyllaephagus exiguus
- Psyllaephagus facetus
- Psyllaephagus facilis
- Psyllaephagus faustus
- Psyllaephagus femoralis
- Psyllaephagus flabellatus
- Psyllaephagus fundus
- Psyllaephagus funiculus
- Psyllaephagus furvus
- Psyllaephagus gemitus
- Psyllaephagus georgicus
- Psyllaephagus gorodkovi
- Psyllaephagus grotii
- Psyllaephagus guttatipes
- Psyllaephagus gyces
- Psyllaephagus hammadae
- Psyllaephagus hardyi
- Psyllaephagus hegeli
- Psyllaephagus hibiscusae
- Psyllaephagus hirtus
- Psyllaephagus hyperboreus
- Psyllaephagus intermedius
- Psyllaephagus io
- Psyllaephagus irvingi
- Psyllaephagus iwayaensis
- Psyllaephagus latiscapus
- Psyllaephagus loginovae
- Psyllaephagus longifuniculus
- Psyllaephagus longissimus
- Psyllaephagus longistylus
- Psyllaephagus longiventris
- Psyllaephagus lucaris
- Psyllaephagus lusitanicus
- Psyllaephagus macrohomotoma
- Psyllaephagus marianus
- Psyllaephagus mazzinini
- Psyllaephagus medvedevi
- Psyllaephagus mercurius
- Psyllaephagus mesohomotoma
- Psyllaephagus minor
- Psyllaephagus minutellus
- Psyllaephagus morulus
- Psyllaephagus mycopsyllus
- Psyllaephagus nartshukae
- Psyllaephagus neoxenus
- Psyllaephagus niger
- Psyllaephagus nigricoxalis
- Psyllaephagus nikolskajae
- Psyllaephagus nipponicus
- Psyllaephagus novipurpureus
- Psyllaephagus obscurus
- Psyllaephagus ogazae
- Psyllaephagus oleae
- Psyllaephagus ornatus
- Psyllaephagus othrys
- Psyllaephagus pachypsyllae
- Psyllaephagus pallidipes
- Psyllaephagus paradoxus
- Psyllaephagus parvus
- Psyllaephagus pauliani
- Psyllaephagus pegasus
- Psyllaephagus penni
- Psyllaephagus perendinus
- Psyllaephagus perplexus
- Psyllaephagus phylloplectae
- Psyllaephagus pilosus
- Psyllaephagus populi
- Psyllaephagus porus
- Psyllaephagus positus
- Psyllaephagus probus
- Psyllaephagus procerus
- Psyllaephagus prolatus
- Psyllaephagus pulchellus
- Psyllaephagus pulcher
- Psyllaephagus pulvinatus
- Psyllaephagus punctatiscutum
- Psyllaephagus purpureus
- Psyllaephagus quadrianellus
- Psyllaephagus ramosus
- Psyllaephagus resolutus
- Psyllaephagus rhusae
- Psyllaephagus rotundiformis
- Psyllaephagus rubensi
- Psyllaephagus saxaulicus
- Psyllaephagus secus
- Psyllaephagus semicitripes
- Psyllaephagus similis
- Psyllaephagus smaragdinus
- Psyllaephagus smaragdus
- Psyllaephagus solanensis
- Psyllaephagus spondyliaspidis
- Psyllaephagus spongitus
- Psyllaephagus stenopsyllae
- Psyllaephagus subgiganteus
- Psyllaephagus suburbis
- Psyllaephagus syntomozae
- Psyllaephagus taborita
- Psyllaephagus taiwanus
- Psyllaephagus tamaricicola
- Psyllaephagus tamaricola
- Psyllaephagus tarsius
- Psyllaephagus tegularis
- Psyllaephagus tekeddyensis
- Psyllaephagus terraefilius
- Psyllaephagus thonis
- Psyllaephagus tokgaevi
- Psyllaephagus trellesi
- Psyllaephagus tricosus
- Psyllaephagus trioziphagus
- Psyllaephagus turanicus
- Psyllaephagus turbulentus
- Psyllaephagus turkmenicus
- Psyllaephagus turneri
- Psyllaephagus tyche
- Psyllaephagus tyrrheus
- Psyllaephagus ufens
- Psyllaephagus umbro
- Psyllaephagus uncinatus
- Psyllaephagus unus
- Psyllaephagus utilis
- Psyllaephagus vastus
- Psyllaephagus westralis
- Psyllaephagus viridis
- Psyllaephagus viridiscutellum
- Psyllaephagus worcesteri
- Psyllaephagus wundti
- Psyllaephagus xenus
- Psyllaephagus xi
- Psyllaephagus xuthus
- Psyllaephagus yaseeni
- Psyllaephagus ypsilon
- Psyllaephagus zameis
- Psyllaephagus zdeneki